# Білокінь Кузьма Филимонович
Кузьма Філімонович Білоконь (1915 - 2005) — полковник Радянської Армії, льотчик штурмової авіації, учасник Німецько-радянської війни, Герой Радянського Союзу (1944).

## Біографія
Кузьма Білоконь народився 24 жовтня 1915 року в селі Юрченкове (нині — Чугуївський район Харківської області України) у родині селянина. Навчався на робітфаку. У 1937 році був призваний на службу в РСЧА. У 1940 році закінчив військове авіаційне училище льотчиків у Сталінграді. Учасник Радянсько-німецької війни від початку. Брав участь у боях на Україні, Ставропілля, Кавказі, Кубані, у Криму. У 1942 році вступив до ВКП(б). Проходив службу у складі 227-го швидкісного бомбардувального авіаційного полку (801-й штурмовий авіаційний полк, 132-й гвардійський штурмовий орденів Богдана Хмельницького та Олександра Невського авіаційний полк) на посаді льотчика (11.1940 — 07.1941).
До липня 1944 року капітан Кузьма Білоконь був командиром ескадрильї 103-го штурмового авіаполку 230-ї штурмової авіадивізії 4-ї повітряної армії 2-го Білоруського фронту. На той час він здійснив 93 бойові вильоти, завдавав ударів по вузлах опору і скупченням військ противника.
Указом Президії Верховної Ради СРСР від 26 жовтня 1944 року за «зразкове виконання бойових завдань командування на фронті боротьби з німецько-фашистськими загарбниками і виявлені при цьому мужність і героїзм» капітан Кузьма Білоконь був відзначений високого звання Героя Радянського Союзу з Золота Зірка» за номером 4852.

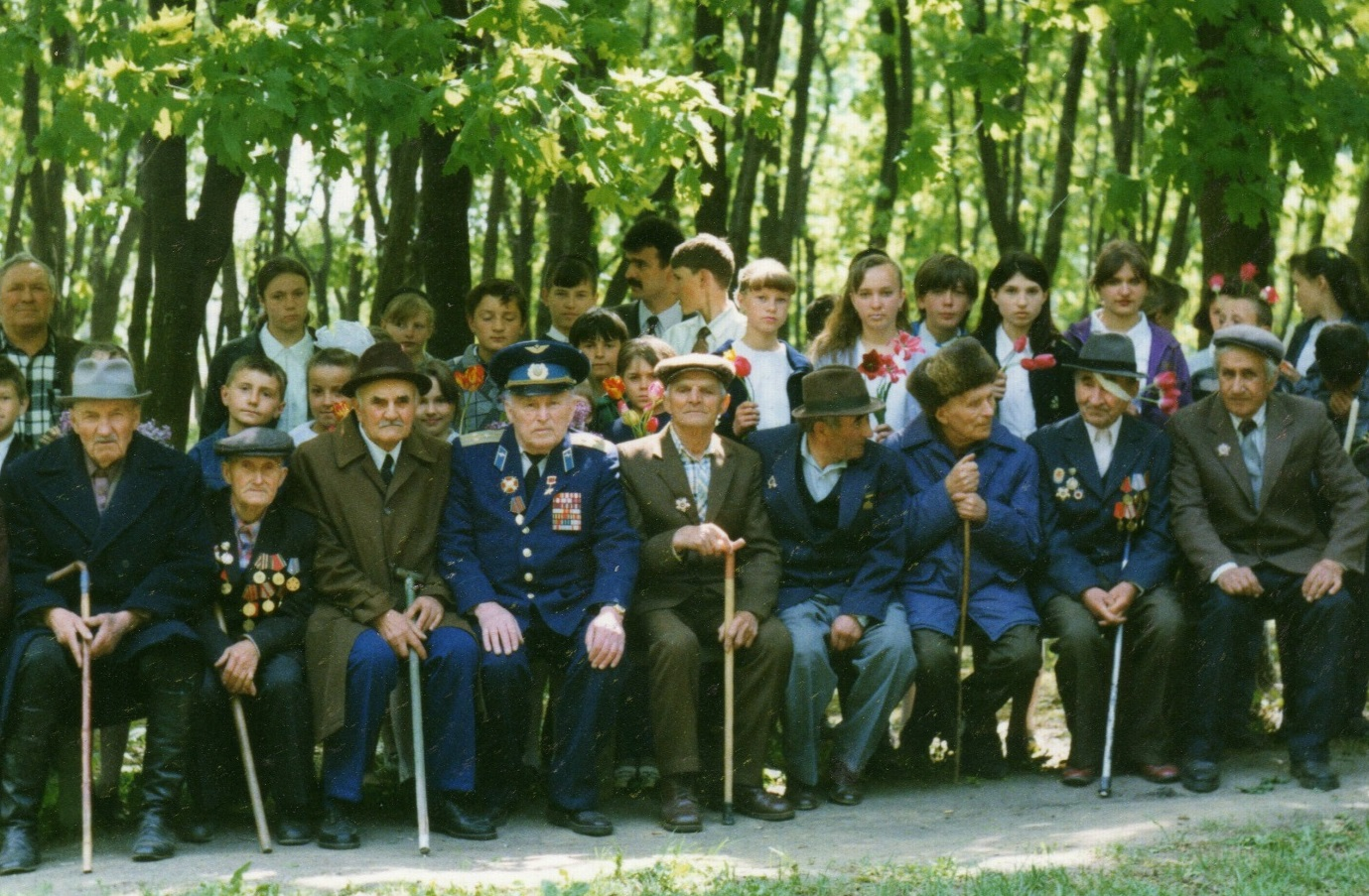
Білоконь К. Ф. (четвертий зліва) серед ветеранів села Юрченково.

Усього ж за роки війни Білоконь здійснив 170 бойових вильотів. 24 червня 1945 року він брав участь у Параді Перемоги на Червоній площі в Москві. Після закінчення війни продовжив службу в Радянській Армії, викладав в Оренбурзькому та Чугуївському військових авіаційних училищах. У 1957 році у званні полковника був звільнений у запас. Проживав у Харкові. 
Помер 13 квітня 2005 року, похований на харківському цвинтарі № 3.
Був також нагороджений трьома орденами Червоного Прапора, орденом Олександра Невського, орденами Вітчизняної війни 1-го та 2-го ступенів, двома орденами Червоної Зірки, орденами Богдана Хмельницького 1-го, 2-го та 3-го ступенів, а також низкою медалей. Є почесним громадянином селища Печеніги Харківської області. Ім'я Білоконя викарбовано на пам'ятному знаку в місті Чугуїв.

## Пам'ять
- Меморіальну дошку на честь Героя Радянського Союзу К. Ф. Білоконя встановлено в Харкові за адресою: Автострадна набережна, 5